# Милош, Оскар
Оскар де Любич Милош (фр. Oscar Venceslas de Lubicz Milosz, лит. Oskaras Milašius; 28 мая 1877, местечко Черея, Сенненский уезд, Могилёвская губерния — 2 марта 1939, Фонтенбло) — французский поэт и литовский дипломат; родственник (дядя) и наставник лауреата Нобелевской премии по литературе Чеслава Милоша.

## Жизнь и творчество
По отцовской линии потомок древнего аристократического рода, восходящего к XII веку. Мать — Розалия-Мария Розенталь, еврейка.
С 1889 года жил в Париже, учился в лицее Жансон-де-Сайи и Школе восточных языков. В 1914 году пережил религиозное озарение. Свои произведения подписывал Oscar Vladislas de Lubicz Milosz, O. V. de L. Milosz.
Дебютировал «Поэмой упадка» («Le Poéme des Décadences») в 1899 году. Помимо стихотворных произведений, оставил драматические сочинения («Мигель Маньяра», «Мефибосет», «Савл из Тарса»), мистические трактаты-поэмы «Ars Magna» (1924) и «Les Arcanes» (1927), роман «L’Amoureuse Initiation» (1910), издал сборник литовских песен и сказок в своём пересказе на французский язык.
После Первой мировой войны в публичных выступлениях пропагандировал идею создания независимого литовского государства. В 1920—1925 годах был первым представителем Литвы во Франции, в 1925—1938 годах — советником посольства Литвы в Париже. В 1931 году получил французское гражданство.

## Признание
Был награждён Орденом Почётного легиона (1931). С 1966 года во Франции действует Общество друзей Оскара Милоша («Amis de Milosz»), оно издает посвящённые его творчеству «Тетради».

## Сочинения
- Le Poème des Décadences, 1899
- Les Sept Solitudes, 1906
- L’Amoureuse Initiation, roman1910
- Les Éléments, 1911

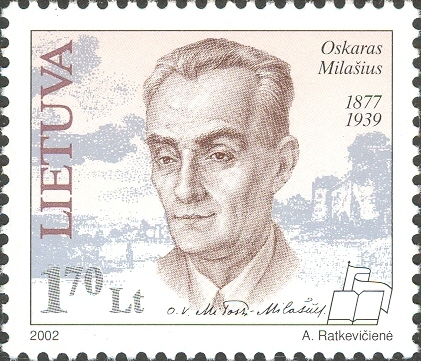
Марка Литвы 2002 года, посвящённая Милошу

- Chefs d’œuvre lyriques du Nord, traductions, 1912
- Miguel Mañara. Mystère en six tableaux. 1913
- Mephiboseth, théâtre, 1914
- Saul de Tarse, théâtre, 1914 (non publié)
- Symphonies, Nihumim, 1915
- Épître à Storge, 1917
- Adramandoni, 1918
- La Confession de Lemuel, 1922
- Ars Magna, 1924
- Les Arcanes, 1927
- Les origines ibériques du peuple Juif, 1932
- Les origines de la nation lituanienne, 1936
- Psaume de l’Étoile du matin, 1936
- La Clef de l’Apocalypse, 1938

Полное собрание сочинений Оскара де Любич Милоша издано в 13 томах в издательстве Silvaire/du Rocher, Париж. Все стихи Милоша вошли в два тома «Поэзия» (Poésies).
Новые издания:
- La Berline arrêtée dans la nuit, Anthologie poétique, Poésie/Gallimard, Paris, 1999
- L’Amoureuse Initiation, collection de poche, Le serpent à plumes, 2004
- Contes de Lituanie, transcrits par Milosz, illustrés par Marc Daniau, le Seuil, 2005

## Публикации на русском языке
- [Стихи]/ Пер. А.Парина// Западноевропейская поэзия XX века. М.: Художественная литература, 1977, с.549-550
- Мигель Маньяра. М.: Христианская Россия, 2000